# Сухопутні війська Єгипту
Сухопутні війська Єгипту або Єгипетська армія (араб. القوات البرية المصرية) — наземний компонент, найбільший за чисельністю вид збройних сил Збройних сил Єгипту, призначений для ведення активних бойових дій на сухопутних театрах воєнних дій. Сучасні сухопутні війська Єгипту ведуть свою історію з часів правління Мухаммед Алі Паші (1805—1849), засновника сучасної Єгипетської держави. Армія брала участь у багатьох війнах XIX та XX століть, що відбувалися в країні та навколо неї. З другої половини XX століття головним супротивником Єгипту вважається Ізраїль, з яким єгипетська армія вела війни п'ять разів (у 1948–1949, 1956, 1967, 1967–1970 та 1973 роках). Останньою великою війною, в якій брали участь єгипетські війська, були операції «Щит» та «Буря в пустелі» в 1990—1991 роках, де сухопутні війська Єгипту виставили друга за чисельністю силу у війну проти Саддамівського Іраку.

## Зміст

### Структура
Сухопутні війська Єгипту становлять основу збройних сил Арабської республіки Єгипет і мають у своєму складі 320 тис. осіб, близько 200 тис. з яких — військовослужбовці строкової служби. Вони включають піхоту, механізовані, танкові і повітряно-десантні (спеціальні) війська, а також артилерію. У Сухопутних військах є частини інженерних військ, зв'язку, РЕБ і хімічного захисту, частини і підрозділи розвідувального, транспортного, технічного та тилового забезпечення. Крім того, до сухопутних військ відносяться частини територіальної оборони і прикордонні війська.
Головним завданням Сухопутних військ є оборона території країни від можливого нападу противника і недопущення захоплення його військами важливих районів республіки. Сухопутні війська Єгипту не мають свого штабу, а його функції виконує Генеральний штаб збройних сил Єгипту і управління міністерства оборони. Вище оперативно-стратегічне об'єднання армії — військовий округ, який з початком бойових дій може перетворюватися на фронт. За станом на 2017 рік існують чотири військові округи: Західний (штаб у Сіді-Баррані), Центральний (Каїр), Північний (Александрія) і Південний (Асьют). Основним оперативним об'єднанням вважається польова армія (ПА).
Єгипетська армія має у своєму складі три польові армії: 1-шу (Каїр), 2-гу (Ісмаїлія) і 3-тю (Суец) польові армії, які є основним угрупованням єгипетських військ у зоні Суецького каналу. В кожній армії по три армійські корпуси. У їх складі п'ять бронетанкових (1-ша Республіканської гвардії, 4-та, 6-та, 9-та, 21-ша) і вісім механізованих (6-та, 7-ма, 8-ма, 16-та, 17-та, 19-та, 23-тя і 36-та) дивізій, 55 бригад різного призначення, вісім полків спеціальних військ.

### Озброєння та військова техніка
Єгипет має значний ракетний потенціал, який включає 6 ПУ (24 ракети) північнокорейських БРСД «Нодон» (дальність польоту сягає 1 300 км), 92 ПУ (390 ракет) радянських Р-17 декількох модифікацій (500—900 км), а також створені на їхній базі 6 ПУ власних ОТР «Аль-Бадр» (30 ракет) і 10 ПУ (50 ракет) північнокорейських «Хвасон-6» плюс 60 ПУ власних єгипетських «Сакре-80» і 48 ПУ радянських «Луна» з арсеналом 648 ракет (по 6 на установку) та дальністю стрільби менше 100 кілометрів.
Основу танкового парку складають 1 130 американських основних бойових танків М1А1 «Абрамс», велика частина яких зібрана за ліцензією в АРЄ. Значна кількість застарілих танків: 1929 американських М60А1/3, 425 «Рамзес-2» (радянські Т-54, модернізовані в Єгипті за західними стандартами), до 653 радянських Т-62. З 600 БРМ майже половину складають радянські БРДМ-2. На озброєнні армії також перебувають 112 застарілих американських «Коммандо Скаут» і 33 М981 (варіант БТР М113), а також 180 сучасних південноафриканських RG-32М.
На озброєнні механізованих підрозділів армії Єгипту перебувають бойові машини піхоти — голландські YPR-765 (понад 1 000 одиниць) і радянські БМП-1 (до 225, усі в резерві), а також БМП власного виробництва EIFV, гібридна версія БТР М113 з баштою M2 «Бредлі» (1 200 одиниць). Кількість БТР перевищує 5 тисяч: 635 власних «Фахд-280» (з баштою радянської БМП-2) і 758 «Фахд-240», 180 американських V-150 і 1 248 М113 (до 800 SIFV з 25-мм гарматою, 131 КШМ М577), 400 американських бронеавтомобілів «Кайман» і 260 RG-33, 173 французькі «Шерпа», 260 іспанських BMP-600P, до 600 радянських БТР-60, до 230 БТР-40, до 479 БТР-50ПКМ (модернізовані в Білорусі), до 300 БТР-152, до 200 чехословацьких ОТ-62 і 200 ОТ-64, до 650 власних «Валід».
Єгипетська артилерія також представлена великою кількістю різноманітних артилерійських систем, переважна більшість її зразків — радянського, китайського або власного виробництва.
САУ: 124 єгипетських SP-122 (радянська гаубиця Д-30 на шасі американської САУ М109), 565 М109 (365 А1/2/3, 200 А5); артилерія, що буксирується: до 48 китайських Тип 60 і до 144 аналогічних радянських Д-74, до 200 Д-30, до 100 М-30, 388 Тип 59 і 98 М-46, до 264 Д-20, до 136 МЛ-20, 16 фінських GH-52, 24 радянських С-23, до 100 БС-3, до 50 А-19. Число мінометів може досягати 8 тисяч.
Велика увага приділяється розвитку реактивної артилерії, на базі радянських, китайських і американських зразків оборонно-промисловий комплекс Єгипту розробив низку власних РСЗВ сімейства «Сакре». Загальна кількість перевищує 1 200. Це 250 80-мм VAP-80, 96 буксируваних RL-812 (аналог китайської «Тип 63»), 145 північнокорейських БМ-11, 48 «Сакр-8», 50 «Сакр-10», 72 «Сакр-18», 130 «Сакр-30», 100 «Сакр-36», до 20 «Сакр-45», близько 100 радянських БМ-21 «Град», 38 американських M270 MLRS.

### Військові звання Сухопутних військ Єгипту
|  |  |  |  |  |

|  |  |  |

|  |  |  |

|  |  |  |  |  | — |